# Lucrezia di Lorenzo de’ Medici

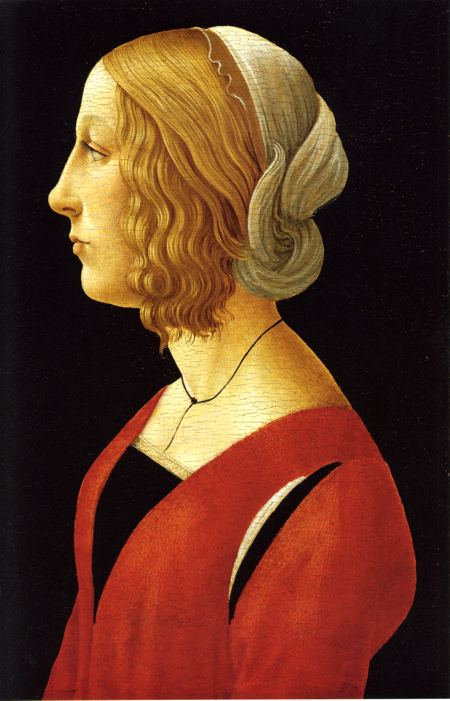
Porträt einer Adligen, bei der es sich vermutlich um Lucrezia de’ Medici handelt; Werk von Sandro Botticelli oder Raffaellino del Garbo aus dem 15. Jahrhundert

Lucrezia di Lorenzo de’ Medici (* 4. August 1470 in Florenz; † 15. November 1553) war die älteste Tochter von Lorenzo dem Prächtigen (1449–1492), dem Stadtherren von Florenz, und dessen Ehefrau Clarice Orsini (1453–1488) und wurde am 10. September 1486 mit Jacopo Salviati (1461–1533), einem Florentiner Bankier, verheiratet. Sie war die Schwester von Piero dem Unglücklichen (1472–1503), der von 1492 bis 1494 in Florenz regierte, von Giovanni de’ Medici (1475–1521), dem späteren Papst Leo X. und von Giuliano de’ Medici (1479–1516), dem späteren Herzog von Nemours.

## Leben
Im Jahr 1474 forderte der Neffe des Papstes Sixtus IV. (1414–1484), Kardinal Giuliano della Rovere, der spätere Papst Julius II. (1443–1513), Lorenzo den Prächtigen auf, dessen damals vierjährige Tochter Lucrezia mit seinem Bruder Giovanni della Rovere (1457–1501) zu vermählen. Des Weiteren erwartete der Kardinal als Mitgift für Lucrezia die Übergabe der Städte Sansepolcro und Città di Castello. Sansepolcro gehörte allerdings rechtlich zum Kirchenstaat und wurde 1441 Florenz als Pfand für die Schulden des Papstes überlassen. Niccolò Vitelli, den mit den Medici verfeindeten Stadtherren von Città di Castello, beabsichtigte der Kardinal della Rovere mit Hilfe der Florentiner aus seinem Herrschaftsgebiet zu vertreiben.
Lorenzo beabsichtigte nicht, seine Lieblingstochter dem Haus della Rovere zu überlassen, und entschied aufgrund der fragwürdigen Politik des Papstnepoten, Lucrezia nicht mit dessen Bruder Giovanni zu vermählen. Giuliano della Rovere fiel daraufhin im Juni 1474 an der Spitze eines päpstlichen Heeres in Umbrien ein. Er vollzog ein grausames Strafgericht an den Aufständischen in Todi und Spoleto und versuchte wenig später Città di Castello zu erobern. Lorenzo entschloss sich deswegen, seinen bisherigen Feind Vitelli zu unterstützen, und vertrieb mit Hilfe mailändischer und neapolitanischer Truppen das päpstliche Heer. Sixtus IV. entzog daraufhin Lorenzo und Giuliano de’ Medici (1453–1478) das einträgliche Amt eines päpstlichen Depositars und beauftragte den Condottiere Federico da Montefeltro (1422–1482) mit der Eroberung von Città di Castello. Federico da Montefeltro eroberte diese Stadt, seine Tochter Giovanna heiratete wenig später Giovanni della Rovere, der ein Herrschaftsgebiet, bestehend aus den Gebieten Senigallia und Mondavia, erhielt. Lorenzo de’ Medici musste sich ab diesem Zeitpunkt der unversöhnlichen Politik des Papstes erwehren, deren trauriger Höhepunkt die Pazzi-Verschwörung im Jahr 1478 war. Florenz festigte deshalb seine Bündnisse mit Mailand und Neapel, letzteres wurde durch die Übernahme einer Patenschaft für Lucrezia durch den neapolitanischen König Ferrante (1423–1494) manifestiert.
Trotz dieser schwierigen politischen Lage hatten Lucrezia und ihre Geschwister eine behütete und glückliche Kindheit. Lorenzo der Prächtige sorgte für eine gute Ausbildung seiner Kinder. Zu ihren Lehrern gehörte der Humanist Angelo Poliziano (1454–1494), der sowohl Lorenzos Söhnen als auch seinen Töchtern Lesen und Schreiben beibrachte und sie in Literatur, Poesie und Philosophie unterrichtete. Lucrezia Tornabuoni (1425–1482), die Mutter Lorenzos, vermittelte ihren Enkelinnen Grundkenntnisse in der Buchhaltung, im Rechnungswesen und im Führen eines Haushaltes. Des Weiteren erlernten die Mädchen praktische Fähigkeiten wie das Nähen.
Lorenzo de’ Medici befürchtete nach der Niederschlagung der Pazzi-Verschwörung weitere Komplotte von Teilen der Oligarchie. Er erkannte die politische Notwendigkeit, potentielle innenpolitische Gegner familiär an sich zu binden, und entschied deshalb, seine älteste Tochter Lucrezia mit Jacopo, dem Sohn des früh verstorbenen Giovanni Salviati, zu vermählen. Jacopo und sein Vormund Averardo Salviati erwiesen sich bisher als loyale Anhänger der Medici, allerdings war ihr Verwandter Kardinal Francesco Salviati, der ehemalige Erzbischof von Pisa, einer der Initiatoren der Pazzi-Verschwörung gewesen und dies führte zur gesellschaftlichen Ächtung der Familie Salviati. Die Eheschließung Lucrezias und Jacopos sollte zur Versöhnung ihrer Familien beitragen. Am 13. September 1481 gaben beide Familien die Verlobung ihrer Kinder in der Domkirche, in der Lorenzos Bruder Giuliano 1478 ermordet worden war, öffentlich bekannt. Der Hochzeitstermin wurde, da Lucrezia erst elf Jahre zählte, auf das Jahr 1486 verschoben und ihre Mitgift auf 2000 Fiorini festgesetzt.
Am 10. September 1486 fand die Hochzeit zwischen Lucrezia und Jacopo Salviati in Florenz statt. Lucrezia lebte nach ihrer Eheschließung noch häufig im Haus ihres Vaters, zu dem sie ihr enges Verhältnis, vor allem nach dem Tod ihrer Mutter († 1488), beibehielt, dem sie 1492 als Sterbendem beistand und den sie zeitlebens verehrte. Lucrezias Ehegatte Jacopo Salviati stieg in den 1490er Jahren zu einem einflussreichen Bankier und Politiker in Florenz auf. Er fungierte von 1499 bis 1518 als einer der Prioren der Signoria und bekleidete 1514 das höchste Amt eines Gonfaloniere de Giustizia. Lucrezia respektierte ihren Mann und widmete ihr Leben vor allem der Erziehung und Ausbildung ihrer zehn Kinder. Außerdem sah die älteste Tochter Lorenzos des Prächtigen ihre Aufgabe darin, für den Zusammenhalt ihrer seit 1494 im Exil lebenden Geschwister zu sorgen. Ebenso bemühte sie sich, die zerstrittenen Angehörigen der jüngeren und älteren Linie der Medici zu versöhnen.
Im Jahr 1509 nahmen die Salviatis den elfjährigen verwaisten Sohn von Giovanni il Popolano (1467–1498) und Caterina Sforza (1463–1509), Giovanni de’ Medici, in ihrem Haus auf. Lucrezia gelang es, den eigensinnigen Giovanni (1498–1526), der später der letzte große Condottiere der italienischen Renaissance Giovanni dalle Bande Nere wurde, positiv zu beeinflussen. Besondere Zuneigung empfand Giovanni zu Maria, der fast gleichaltrigen Tochter der Salviatis. Lucrezia initiierte deshalb 1515 die Verlobung und 1516 die Vermählung ihrer Tochter mit Giovanni. Sie erwartete, dass diese Ehe eine politische Verbindung zwischen den Angehörigen der jüngeren und älteren Linie der Medici herstellen werde und die wirtschaftlichen Beziehungen des Bankhauses Salviati zu den vermögenden jüngeren Medici gefestigt würden. Maria und Giovanni wurden 1519 die Eltern von Cosimo, des späteren ersten Großherzogs der Toskana.
Im Jahr 1513 wurde Lucrezias Bruder Giovanni zum Papst gewählt. Leo X. sah nun seine wichtigste Aufgabe darin, die Herrschaft der Medici in Florenz wieder zu errichten und seine Schwestern Lucrezia, Maddalena und Contessina sowie deren Familien materiell zu begünstigen. Lucrezia lebte während des Pontifikats ihres Bruders (1513–1521) die meiste Zeit in Rom und bewirkte, dass Leo X. ihren ältesten Sohn Giovanni am 1. Juli 1517 zum Kardinal ernannte.
Im Jahr 1530 verließen Lucrezia und Jacopo Salviati aus politischen Gründen Florenz. Lucrezia lebte nach dem Tode ihres Mannes († 1533) zurückgezogen und verstarb hochbetagt am 15. November 1553. Dabei hatte sie ihren Ehemann, acht ihrer zehn Kinder und einen Urenkel überlebt, außerdem alle ihre vier Enkel und zehn ihrer sechzehn Urenkel miterlebt. Die Politik ihres Enkels Cosimo I. beeinflusste sie nicht mehr.

## Nachfahren
Aus der am 10. September 1486 in Florenz geschlossenen Ehe von Lucrezia mit Jacopo Salviati (* 15. September 1461; † 6. September 1533) entstammten folgende elf Kinder:
- Giovanni Salviati (* 24. März 1490 in Florenz; † 28. Oktober 1553 in Ravenna) wurde am 1. Juli 1517 von Papst Leo X. zum Kardinal ernannt.
- Lorenzo Salviati (* 8. Juli 1492 in Florenz; † 16. Juli 1539 in Ferrara); Senator und Mäzen, verheiratet mit Constanza Conti, ihr Sohn war Kardinal Antonmaria Salviati.
- Caterina Salviati, verheiratet mit Filippo Nerli.
- Piero Salviati, Patrizier, verheiratet mit Caterina Pallavicini.
- Elena Salviati (* um 1495 in Florenz; † 1552 in Genua) war in erster Ehe mit dem Marchese Pallavicino Pallavicini und in zweiter Ehe mit Jacopo d’ Appiano (* 1480; † 20. Dezember 1545), dem Herren von Piombino (1510 bis 1545), verheiratet.
- Battista Salviati (1498–1524) war mit Constanza de’ Bardi verheiratet.
- Maria Salviati (* 17. Juli 1499 in Florenz; † 12. Dezember 1543 in Villa di Castello bei Florenz) war mit Giovanni dalle Bande Nere (1498–1526) verheiratet und ist die Mutter des ersten Großherzog der Toskana, Cosimo I. (1519–1574).
- Luisa Salviati; Ehefrau von Sigismondo de Luna e Peralta, Graf von Caltabellotta, Herzog von Bibbiana.
- Francesca Salviati war in erster Ehe mit Piero Gualterotti und seit 1533 in zweiter Ehe mit Ottaviano de’ Medici (* 14. Juli 1484; † 28. Mai 1546) verheiratet und ist die Mutter des späteren Papstes Leo XI. (1535–1605).
- Bernardo Salviati (* 1508 in Florenz; † 6. Mai 1568 in Rom) wurde am 26. Februar 1561 durch Papst Pius IV. zum Kardinal ernannt; er hatte eine natürliche Tochter.
- Alamanno Salviati (1510–1571); Patrizier, verheiratet mit Constanza Serristori.